# Real Republicans FC
El Real Republicans FC es un equipo de fútbol de Sierra Leona que actualmente juega en la Nationwide First Division, la segunda liga de fútbol más importante del país.

## Historia
Fue fundado en la capital Freetown y ha ganado la Liga Premier de Sierra Leona en 3 ocasiones y la copa de Sierra Leona en 1 ocasión. Es uno de los equipos más importantes de Sierra Leona.
Ha participado a nivel continental en 6 ocasiones, donde nunca ha avanzado más allá de la segunda ronda.
Descecendió en la temporada 2008-09 y hasta la fecha continua en la Nationwide First Division.

## Palmarés
- Liga Premier de Sierra Leona: 3

1981, 1983, 1984
- Copa de Sierra Leona: 2

1981, 1986

## Participación en competiciones de la CAF
| Temporada | Torneo                            | Ronda      | Club              | Casa  | Visita | Global      |
| --------- | --------------------------------- | ---------- | ----------------- | ----- | ------ | ----------- |
| 1981      | Recopa Africana                   | 1          | ASC Jeanne d'Arc  | 2-2   | 1-0    | 3-2         |
| 1981      | Recopa Africana                   | 2          | Gbessia AC        | 1-2   | 0-2    | 1-4         |
| 1982      | Copa Africana de Clubes Campeones | 1          | AS Kaloum Star    | 1-0   | 0-3    | 1-3         |
| 1984      | Copa Africana de Clubes Campeones | Preliminar | Invincible Eleven | 1-0   | 0-0    | 1-0         |
| 1984      | Copa Africana de Clubes Campeones | 1          | JE Tizi-Ouzou     | 1-2   | 0-1    | 1-3         |
| 1985      | Copa Africana de Clubes Campeones | 1          | AS Kaloum Star    | 2-2   | 0-1    | 2-3         |
| 1987      | Recopa Africana                   | Preliminar | Stade Malien      | w.o.1 | w.o.1  | w.o.1       |
| 1988      | Recopa Africana                   | Preliminar | AS Sigui          | 0-0   | 0-0    | 0-0 (4-3 p) |
| 1988      | Recopa Africana                   | 1          | Al Madina Trípoli | w.o.2 | w.o.2  | w.o.2       |
| 1988      | Recopa Africana                   | 2          | Wallidan FC       | 0-0   | 0-1    | 0-1         |

1- Real Republicans abandonó el torneo.

2- Al Madina Trípoli abandonó el torneo.